# 천안신방중학교
천안신방중학교(天安新芳中學校)는 대한민국 충청남도 천안시 동남구 신방동에 있는 공립 중학교이다.

## 학교 연혁
- 2000년 9월 7일 : 천안신방중학교 설립인가(36학급)
- 2003년 3월 1일 : 천안신방중학교 개교
- 2003년 3월 5일 : 제1회 입학식(신입생 411명)
- 2025년 1월 6일 : 제20회 졸업식(졸업생 353명, 총 8,659명)
- 2025년 3월 1일 : 제9대 류형철 교장 부임
- 2025년 3월 4일 : 제23회 입학식(312명 입학)

## 참고 자료
- 천안신방중학교 - 한국교육학술정보원 학교알리미